# Ворен (Тексас)
Ворен (енгл. Warren) насељено је место без административног статуса у америчкој савезној држави Тексас.

## Демографија
По попису из 2010. године број становника је 757.
| Група             | 2000.    | 2010.       |
| Белци             | 0 (0,0%) | 725 (95,8%) |
| Афроамериканци    | 0 (0,0%) | 12 (1,6%)   |
| Азијати           | 0 (0,0%) | 0 (0,0%)    |
| Хиспаноамериканци | 0 (0,0%) | 6 (0,8%)    |
| Укупно            | 0        | 757         |